# Amplicephalus laxus
Amplicephalus laxus är en insektsart som beskrevs av Delong 1984. Amplicephalus laxus ingår i släktet Amplicephalus och familjen dvärgstritar. Inga underarter finns listade i Catalogue of Life.